# Jarkowo (województwo zachodniopomorskie)
Jarkowo (niem. Jarchow) – wieś w Polsce położona w województwie zachodniopomorskim, w powiecie kołobrzeskim, w gminie Rymań. Wieś jest siedzibą sołectwa Jarkowo, w którego skład wchodzą również miejscowości Mechowo i Petrykozy.
Według danych z 4 września 2013 r. Jarkowo miało 259 mieszkańców.

## Położenie

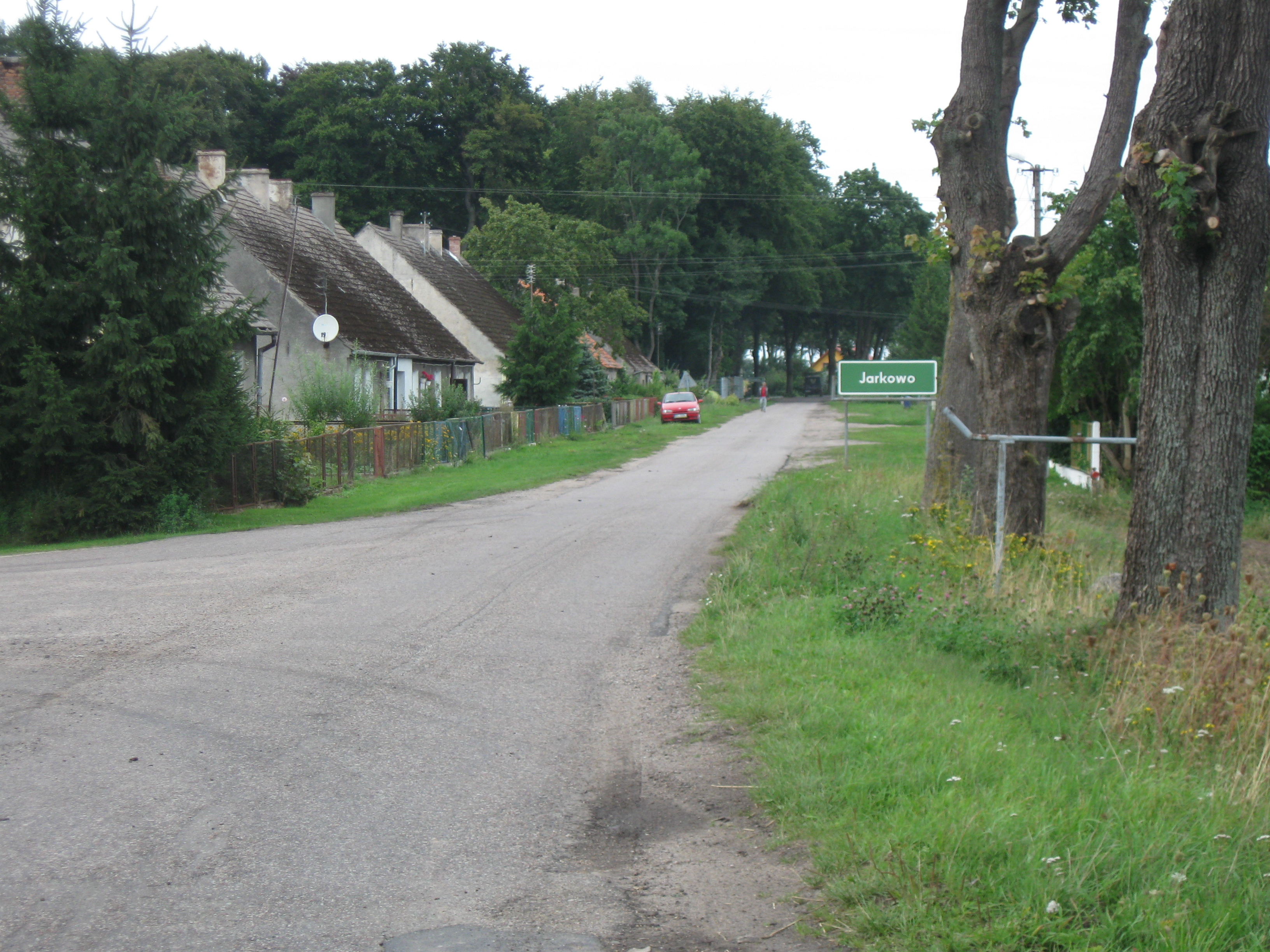
Wjazd do Jarkowa od strony Starnina

Miejscowość leży na Równinie Gryfickiej ok. 25 km na południe od Kołobrzegu przy drodze powiatowej Byszewo – Starnin. Ok. 1,5 km na zachód od miejscowości przepływa dopływ Dębosznicy Lnianka.

## Historia
Pierwsze wzmianki o miejscowości (jako Harchouwe) pojawiają się ok. 1176/1177 roku. W 1180 r. Kazimierz I oddał Jarchowe przybyłym do Białobok duńskim norbertanom z Lund. W roku 1208 książęta Bogusław II i Kazimierz II, a w 1224 r. księżna pomorska Anastazja, potwierdzili nadanie wsi klasztorowi norbertanek w Białobokach. W 1467 r. właścicielem wsi został Jost Wacholt, przodek rodu von Wachholz, który w 1473 r. ostatecznie wykupił dzierżawione tereny. Po pokoju westfalskim i podziale księstwa pomorskiego wieś wchodziła w skład Brandenburgii, potem Prus i Niemiec. W 1818 r. wieś znalazła się w składzie Powiatu Księstwo. Od 1872 r. miejscowość znalazła się w składzie nowo utworzonego powiatu kołobrzeskiego-karlińskiego. Wachholzowie byli właścicielami Jarkowa aż do 1882 r. (w tym czasie Jarkowo było podzielone na Jarkowo A - Wielkie Jarkowo i Jarkowo B - Małe Jarkowo). Następnie, aż do 1945 r. majątek wielokrotnie zmieniał właścicieli (ostatnim był Erich Berzow). W okresie międzywojennym wybudowano budynek szkolny. Przed 1945 r. wieś wchodziła w skład okręgu (Amt) Gorawino i parafii ewangelickiej w Dargosławiu. Od 1945 roku Jarkowo należy do Polski. W latach 1950–1998 miejscowość administracyjnie należała do województwa koszalińskiego.

## Demografia
| Rok  | Liczba ludności |
| ---- | --------------- |
| 1780 | 35              |
| 1816 | 56              |
| 1867 | 114             |
| 1871 | 109             |
| 1910 | 205             |
| 1925 | 226             |
| 1933 | 208             |
| 1939 | 181             |
| 2011 | 417             |
| 2013 | 259             |

## Zabytki

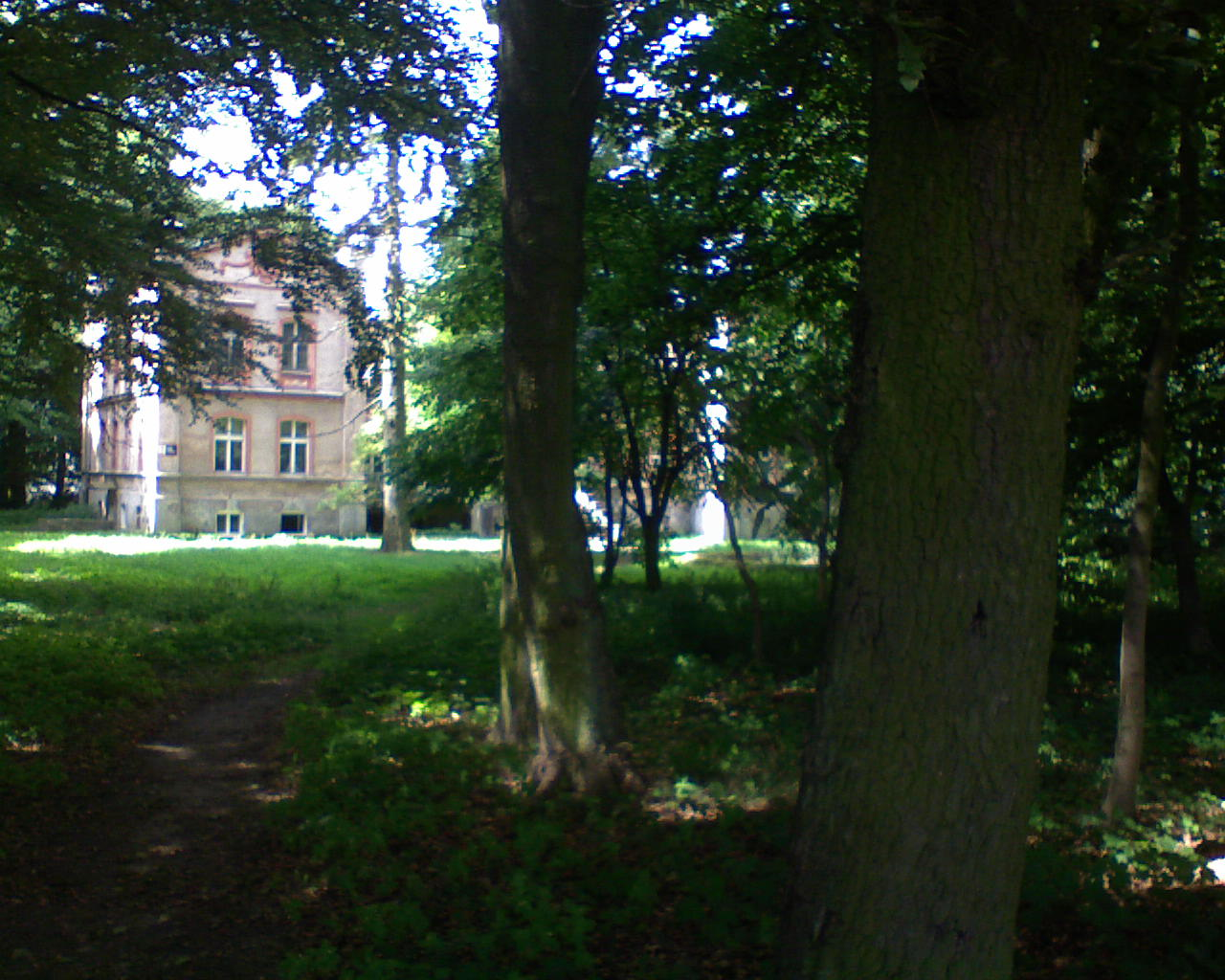
Pałac i park w Jarkowie z końca XIX w.

- Pałac[15] i park z II połowy XIX wieku[16]

## Transport

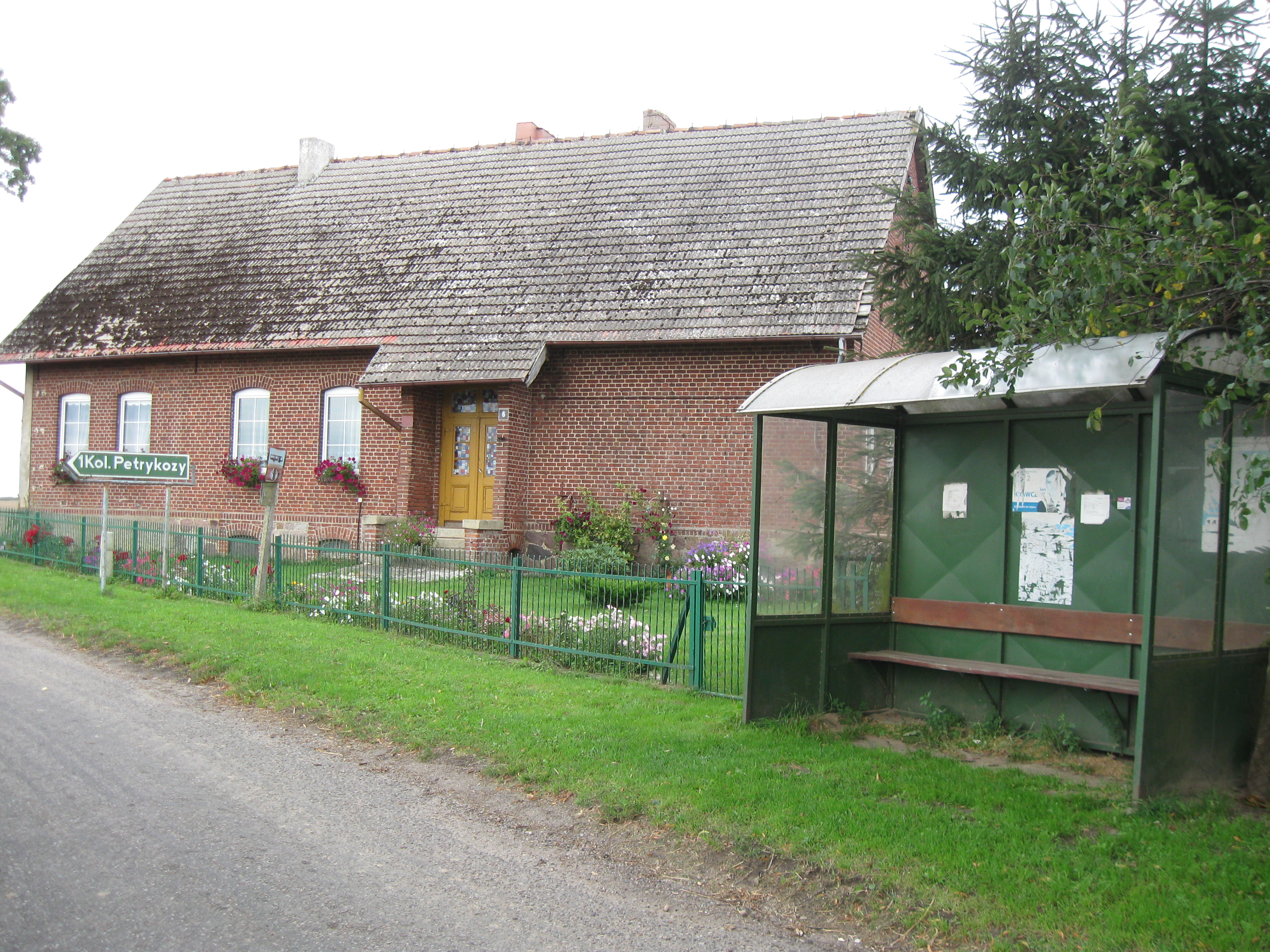
Budynek starej szkoły, zbudowany w okresie międzywojennym

We wsi znajdują się dwa przystanki autobusowe, przez które przebiega linia autobusowa Kołobrzeg – Rymań.